# Buba
Buba és una vila i un sector de Guinea Bissau, capital de la regió de Quinara. Té una superfície 744 kilòmetres quadrats. El 2008 el sector tenia una població de 18.108 habitants, dels quals 8.556 a la vila. És a la desembocadura del riu Grande de Buba, vora del Parc Nacional Contanhez.
Durant el seu mandat l'aleshores president de Guinea Bissau Kumba Ialá tenia previst traslladar la capital a Buba. Aquests plans es van frustrar quan va ser deposat per un cop d'estat. S'hi construeix un port d'aigües profundes que podrien albergar tres vaixells de 70 tones. És menester a la companyia Angola Bauxite per a exportar bauxita.